# Карл Петер Тунберг
Карл Петер Тунберг (швед. Carl Peter Thunberg) (11 листопада 1743 — 8 серпня 1828) — шведський натураліст і апостол Карла Ліннея.

## Біографія
Народився в місті Єнчепінг. Вступивши до університету міста Упсала, став учнем Карла Ліннея в рік, коли видатному вченому було присвоєно лицарський титул за наукові досягнення. В університеті вивчав натурфілософію та медицину, отримавши в 1767 науковий ступінь, захистивши дисертацію на тему «De venis resorbentibus».
У 1770 залишив Швецію, переїхавши до Парижу, де продовжував вивчати медицину і природознавство.
У 1771 жив у Амстердамі та Лейдені, вивчаючи ботанічні сади і музеї Голландії. Там Йоганнес Бурман, за рекомендацією Карла Ліннея, запропонував йому відвідати нідерландські колонії в Японії, щоб зібрати екземпляри для нідерландських ботанічних садів.
У 1772 за дорученням Голландської Ост-Індійської компанії він вирушив, як лікар, на мис Доброї Надії, де пробув три роки. Тунберг, знаючи, що в ті часи Японія дозволяла в'їзд у свою країну тільки нідерландським торговцям, вивчив нідерландську мову, щоб мати можливість видавати себе за нідерландця. Крім того, у Кейптауні Тунберг здобуває ступінь доктора медицини, а також здійснює три дуже небезпечні експедиції всередину материка, зібравши велику кількість зразків флори і фауни південної Африки.
У березні 1775 переїжджає на Яву, потім, вирушає до Японії.
Покинув Японію в листопаді 1776. Після короткого перебування на Яві, у липні 1777 він прибув в Коломбо, Цейлон. Він зробив декілька подорожей, наприклад до голландського поселення Ґалле, і зібрав велику кількість рослин.
У лютому 1778 залишив Цейлон і повернувся в Амстердам у жовтні 1778.
У 1776 обраний членом Шведської королівської академії наук. Він повернувся до Швеції в 1779.

## Описані таксони

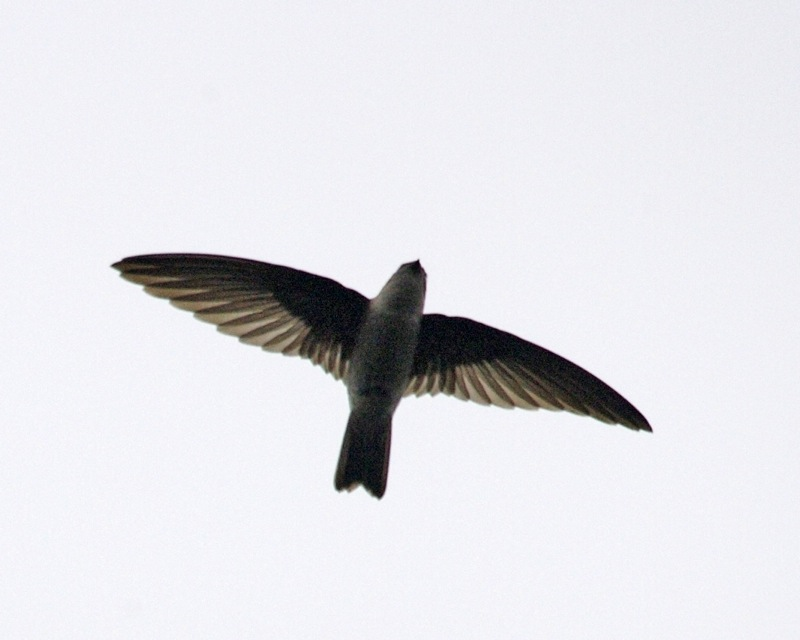
Aerodramus fuciphagus
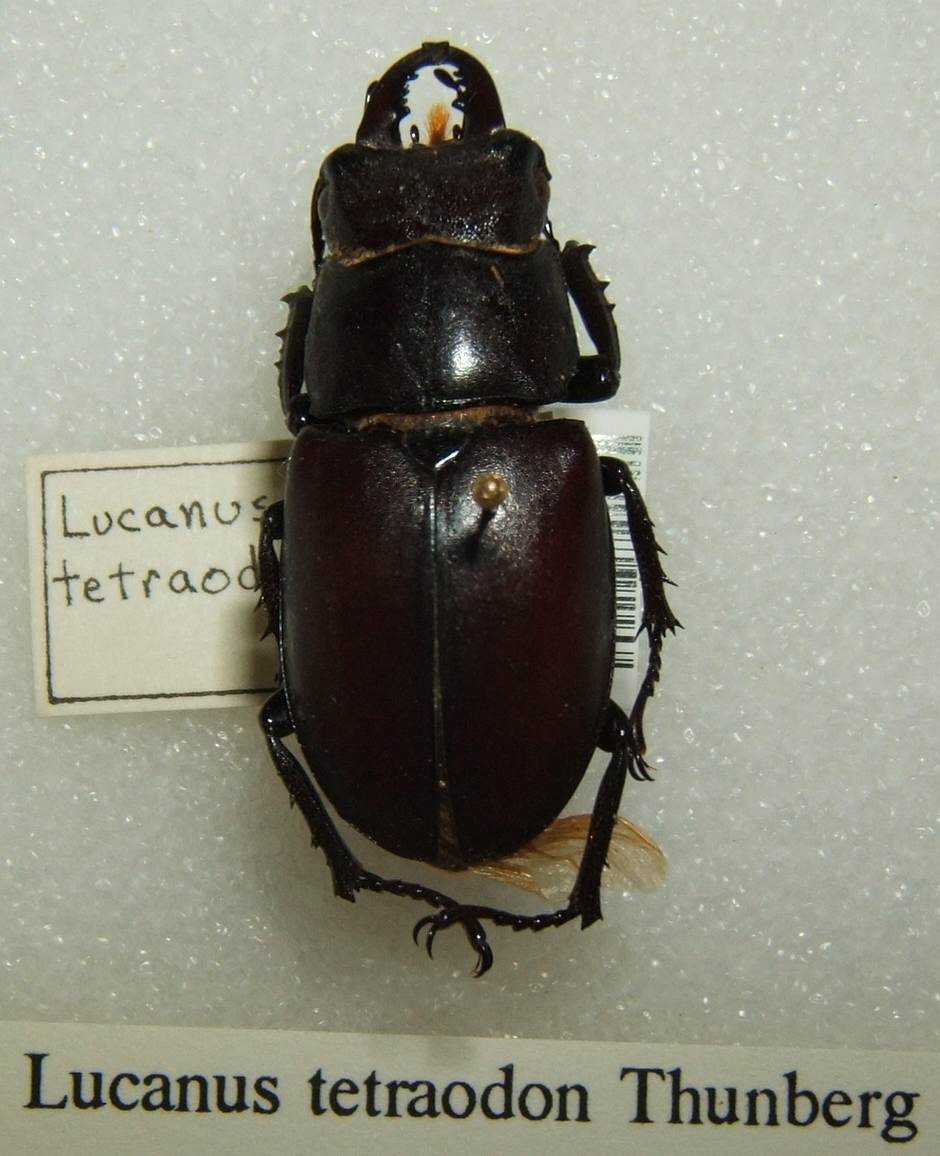
Lucanus tetraodon
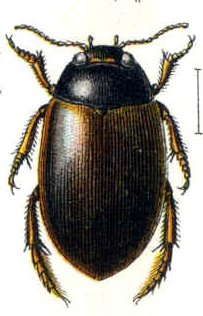
Agabus congener
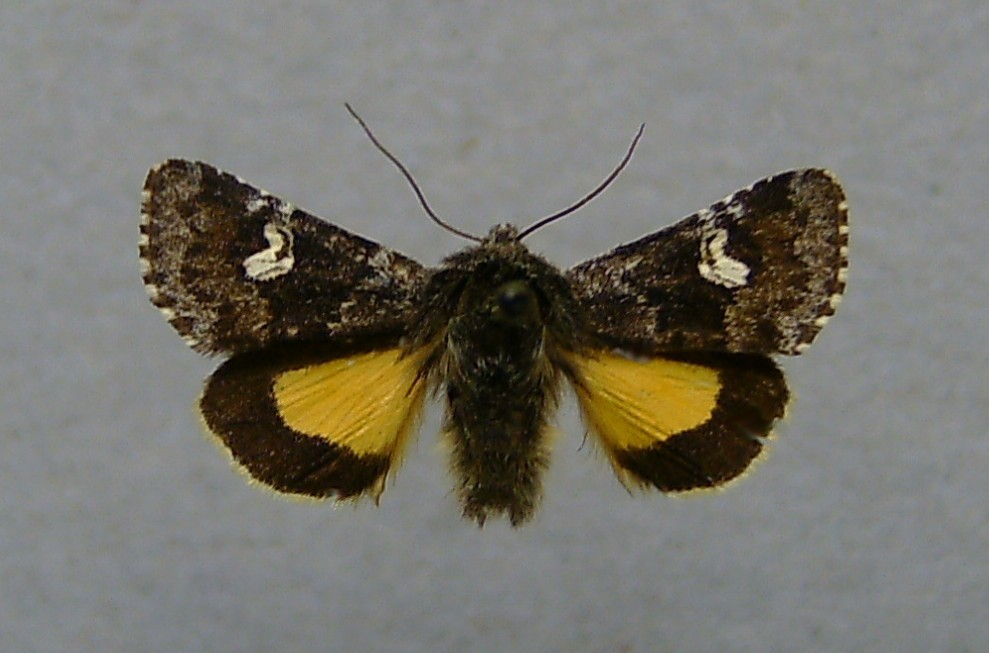
Coranarta cordigera
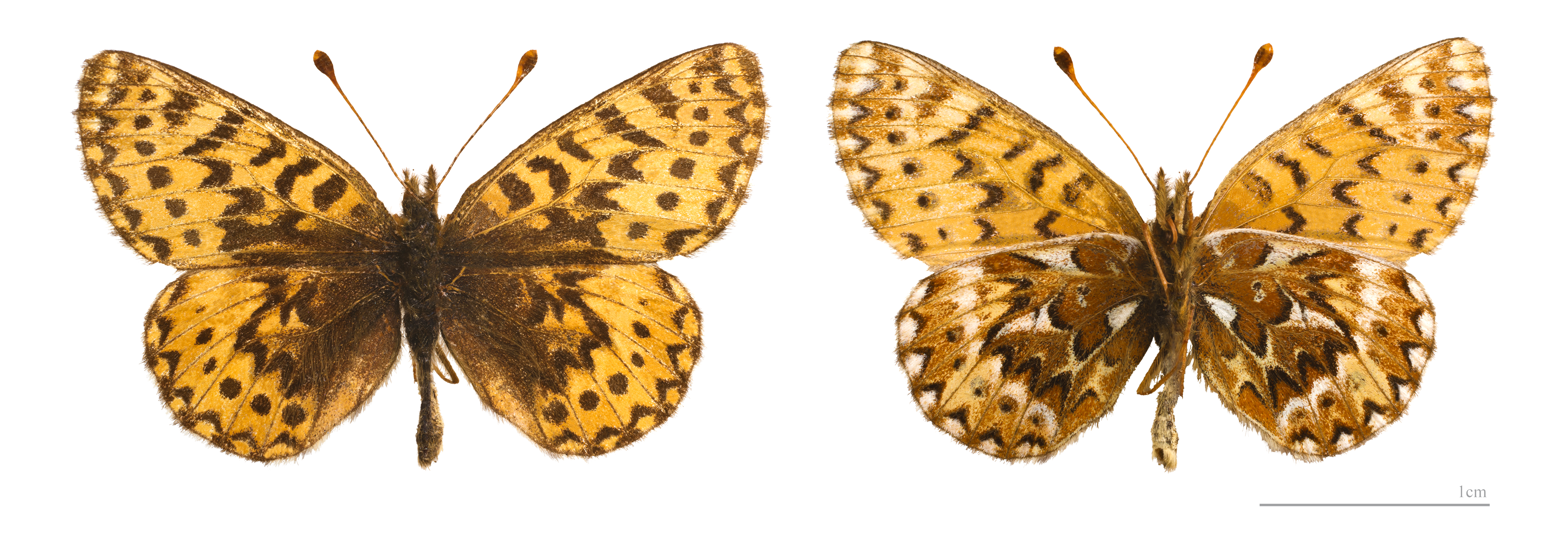
Boloria freija
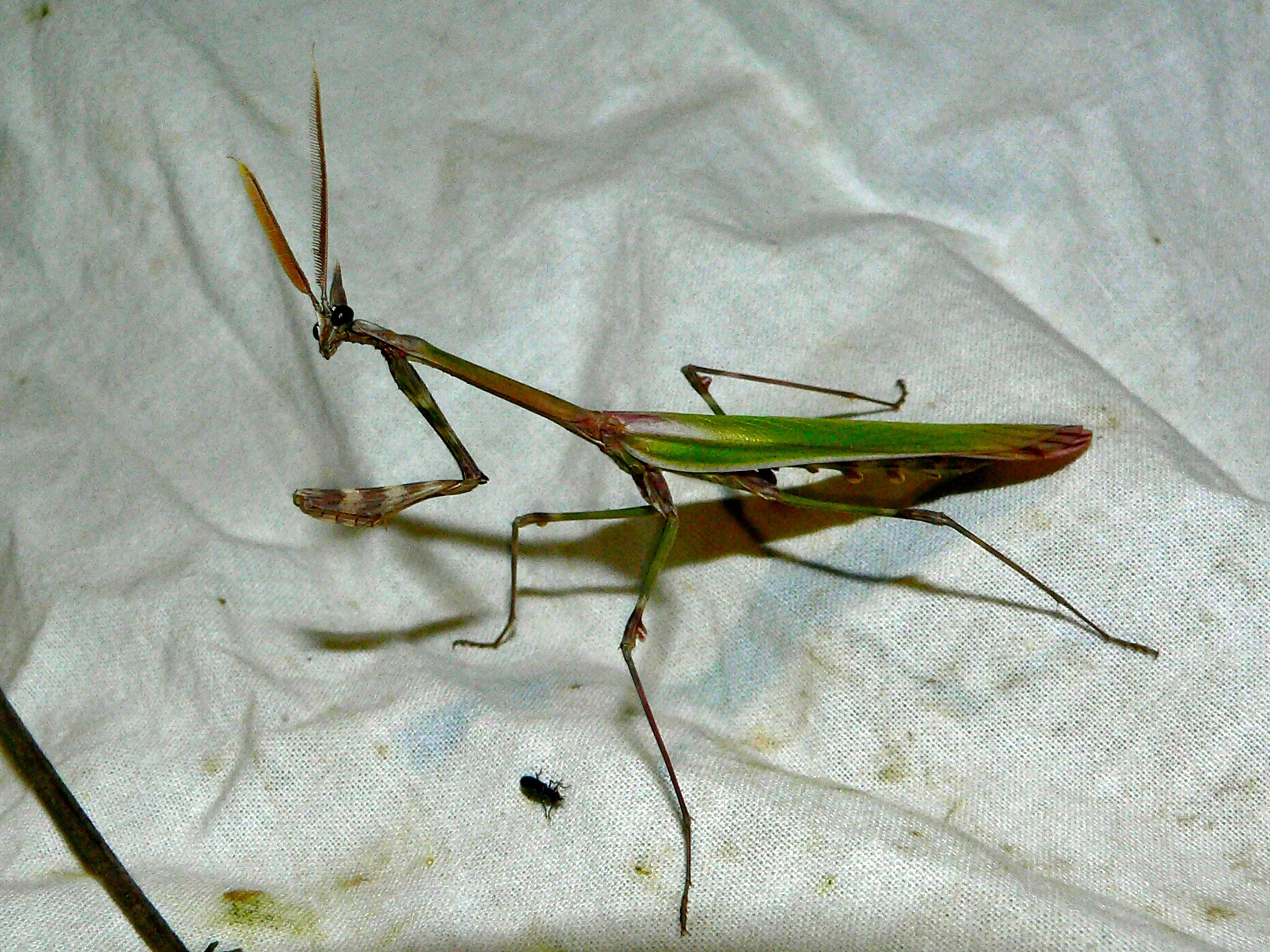
Empusa pennata

## Названі на честь вченого таксони
| - Amaranthus thunbergii - Berberis thunbergii | - Geranium thunbergii - Lespedeza thunbergii | - Pinus thunbergii - Spiraea thunbergii |